# Maiden Newton
Maiden Newton est un village et une paroisse civile du comté de Dorset, dans le sud-ouest de l'Angleterre. Il fait partie du district administratif de West Dorset, à environ 14 km au nord-ouest de Dorchester.

## Référence
1. ↑  (en) « Maiden Newton (Dorset, South West England, United Kingdom) - Population Statistics, Charts, Map, Location, Weather and Web Information », sur www.citypopulation.de (consulté le 27 février 2018)
2. ↑  (en) « Welcome to Maiden Newton Village » (consulté le 27 février 2018)